# Jarovit
Jarovit (Gerovit eller Dzarovit) er polsk og vendisk krigsgud. Hans navn betyder "skjoldets herre", thi Jarovits hellige guldskjold blev gemt i Jarovits tempel i Wolgast og først taget frem, når det skulle bæres i krig.
| Mytologi | Spire Denne artikel om mytologi er en spire som bør udbygges. Du er velkommen til at hjælpe Wikipedia ved at udvide den. |